# Balneari de Caldes
Balneari de Caldes és un edifici del municipi de Caldes d'Estrac (Maresme) inclòs en l'Inventari del Patrimoni Arquitectònic de Catalunya. La tradició termal de Caldes d'Estrac es remunta als romans i als àrabs, essent present al llarg de la història del municipi. Des del segle xix les termes són propietat municipal. El 1818 es construeixen els banys actuals, obra de l'arquitecte Francesc Milans, la reforma actual s'inaugurà l'any 1994.

## Descripció
Antigues termes romanes junt a l'edifici de l'ajuntament. L'edifici data del 1818, organitzat de forma lineal amb compartiments de banys a banda i banda i un servei de sauna. Les cobertes són de volta que permeten la ventilació.
És un edifici de planta baixa, organitzat en forma lineal amb compartiments de banys a cada costat, amb una estructura de coberta molt senzilla de voltes a la catalana amb ventilació superior - lateral, que dona un eficaç solució al problema de les condensacions.

## Història
Existeixen precedents d'aquests banys en les termes romanes, desaparegudes el segle xix, en un hospital medieval de banys (documentat al segle xiii) i fins i tot una casa reial de banys, freqüentada per Jaume II, Maria de Xipre i Alfons el Benigne durant la primera meitat del segle XIV. El 1759 se signà el document de repartiment de l'aigua entre l'Ajuntament de Caldes i la parròquia perquè tots els caldencs poguessin gaudir-ne gratuïtament i, al realitzar obres de millora, es malmenà l'anterior edificació romana.
Els banys actuals, de propietat municipal, funcionen des de començaments del S. XIX. Construïts originàriament el 1818, constaven d'una gran sala i 13 compartiments amb 14 banyeres i tres separades, pels banys de peus. Posteriorment diverses reformes li han conferit l'aspecte actual. La font annexa és una construcció de 1940.